# Épisodes de Secrets and Lies (série télévisée, 2014)
Cet article présente les six épisodes de la série télévisée australienne Secrets and Lies.

## Distribution

### Acteurs principaux
- Martin Henderson (VF : Damien Boisseau) : Ben Gundelach
- Anthony Hayes (en) : Détective Ian Cornielle
- Diana Glenn (en) : Christy Gundelach, femme de Ben
- Adrienne Pickering : Jess Murnane
- Philippa Coulthard : (VF : Cindy Lemineur) : Tasha Gundelach, fille de Ben et Christy
- Piper Morrissey : Eva Gundelach, fille de Ben et Christy
- Damon Gameau (VF : Fabien Jacquelin) : Dave Carroll, ami de Ben
- Hunter Stratton Boland : Thom Murnane, fils de Jess

### Acteurs récurrents
- Mouche Phillips (en) : Vanessa Turner (épisodes 1-4)
- Damien Garvey (en) : (VF : Jérôme Keen) : Stuart Haire (épisodes 1, 3, 5)
- Steven Tandy (en) : Kevin Gresham (épisodes 1-3, 5-6)
- Barbara Lowing : Elaine Gresham (épisodes 1-2, 5-6)
- Hugh Parker : Dr Tim Turner (épisodes 1-2, 4)
- Mirrah Foulkes (VF : Claire Morin) : Nicole Hoebel, sœur de Jess (épisodes 2-3, 5)
- Ben Lawson : (VF : Fabrice Lelyon) : Paul Murnane, mari de Jess (épisodes 2-3, 6)
- Luke Wright (en) : Taylor (épisodes 2-3)
- Bradley Murnane : Ryan (épisodes 2-4)

## Liste des épisodes

### Épisode 1
- Australie : 3 mars 2014 sur Network Ten
- France : 26 janvier 2015 sur France 2

- Australie : 404 000 téléspectateurs[1] (première diffusion)
- France : 3,78 millions de téléspectateurs (13,7 % de part d'audience)[2] (première diffusion)

- Francis McMahon : Malcolm
- Amy Humphreys : La jeune femme
- Miranda Deakin : La présentatrice
- Michael Tuahine : James Pikia
- Darrin Davies : Journaliste 1
- Ngoc Phan : Journaliste 2
- Tenielle Stoltenkamp : Journaliste 3
- Nicole Rowles : Journaliste 4
- Sallyanne Ryan : Le médecin légiste
- Colin Smith : Le propriétaire du magasin
- Matthew Bell : Le photographe
- Chris Hillier : Technicien de la police scientifique
- Michael Croaker : Journaliste
- Ron Kelly : Journaliste
- Dominic Nimo : Le livreur

### Épisode 2
- Australie : 10 mars 2015 sur Network Ten
- France : 26 janvier 2015 sur France 2

- Australie : 365 000 téléspectateurs[3] (première diffusion)
- France : 3,27 millions de téléspectateurs (12,2 %)[2] (première diffusion)

- Mikhael Wilder : Ari
- Andrew Carbone : Le maître nageur
- Andrew Thompson : Rory
- Steve Nation : Le père de Rory
- Catherine Miller : La directrice des pompes funèbres
- Nicole Rowies : Le reporter
- Michael Croaker : Le journaliste

### Épisode 3
- Australie : 17 mars 2015 sur Network Ten
- France : 2 février 2015 sur France 2

- Australie : 317 000 téléspectateurs[4] (première diffusion)
- France : 3,2 millions de téléspectateurs (12 %)[5] (première diffusion)

- Sean Dennehy : Robert Liew
- Jerome Meyer : Cooper
- Kathryn Marquet : Le réceptionniste
- Sandro Colarelli : Le policier
- Darrin Davies : Journaliste 1
- Ngoc Phan : Journaliste 2
- Michael Croaker : Le journaliste
- Michael Rodrigues : Le policier en civil

### Épisode 4
- Australie : 24 mars 2015 sur Network Ten
- France : 2 février 2015 sur France 2

- Australie : 278 000 téléspectateurs[6] (première diffusion)
- France : 2,8 millions de téléspectateurs (11,2 %)[5] (première diffusion)

- Val Lehman : Patricia
- Cory Robinson : Oliver

### Épisode 5
- Australie : 31 mars 2015 sur Network Ten
- France : 2 février 2015 sur France 2

- Australie : 316 000 téléspectateurs[7] (première diffusion)
- France : 2,65 millions de téléspectateurs (12,4 %)[5] (première diffusion)

- Cameron Rhodes : Felix Lanagas
- Francis McMahon : Malcolm
- Jerome Meyer : Cooper
- Rob Jenkins : Le client au restaurant
- Karmen Raspovic : L'officier de police femme
- Matthex Scully : Le jeune homme
- Jason O'Halloran : Le chauffeur de taxi

### Épisode 6
- Australie : 7 avril 2015 sur Network Ten
- France : 2 février 2015 sur France 2

- Australie : 413 000 téléspectateurs[8] (première diffusion)
- France : 2,49 millions de téléspectateurs (18,0 %)[5] (première diffusion)

- Rebecca Firth : Sandra
- Francis McMahon : Malcolm
- Peter Cook : L'agent Evans
- Michael Vuckson : L'agent Hunt
- Karmen Raspovic : L'officier de police femme
- Jason O'Halloran : Le chauffeur de taxi
- Anthony Thomas : L'entraineur de boxe
- Emma Randall : L'avocate